# Campagne contre Yuan Shu
Guerres de la fin de la dynastie Han
La campagne contre Yuan Shu (chinois simplifié : 袁术讨伐战 ; chinois traditionnel : 袁術討伐戰 ; pinyin : Yuán Shù Tǎofá Zhàn) est une expédition punitive qui se déroule entre 197 et 199, pendant la fin de la dynastie des Han orientaux. Cette campagne est initiée par le gouvernement impérial Han contre le Seigneur de guerre Yuan Shu, après que ce dernier se soit auto-proclamé "Fils du ciel", un acte perçu comme une trahison envers l’empereur Xiandi, le dirigeant nominal des Han. La campagne s'achève par la défaite de Yuan Shu et l’effondrement de la dynastie Zhong qu'il avait fondé.

## Situation avant la campagne
Lorsque Dong Zhuo, le maitre de fait de la Cour Impériale des Han, doit faire face à une coalition de seigneurs de guerre qui cherchent à l'abattre, il donne l'ordre en 190 de déplacer la Cour à Chang'an et de détruire par le feu Luoyang, qui est alors le siège du pouvoir impérial. Dans la confusion qui s'ensuit, le sceau impérial, un symbole de l'autorité de l’empereur, est perdu. Sun Jian, un membre de la coalition contre Dong Zhuo trouve ce sceau par hasard dans les ruines de Luoyang et le garde pour lui. Lorsqu'il fait cette découverte, Jian est un général au service de Yuan Shu. Dès que Shu est mis au courant de la découverte que son subordonné a faite, il prend en otage l'épouse de Sun Jian pour forcer ce dernier à lui remettre le sceau
Vers l'an 196, Sun Ce, le fils et successeur de Sun Jian, attaque différents seigneurs de guerre du Jiangdong et s'y taille un fief. À la suite des succès de son subordonné, Yuan Shu considère que son contrôle sur le sud de la Chine s'est renforcé et prend de l'assurance. Au début de l'an 197, il déclare brusquement qu'il est le "Fils du Ciel", c'est-à-dire l’empereur, et fonde une nouvelle dynastie, la dynastie Zhong (仲), dont la capitale est Huainan. Les actions de Yuan Shu sont immédiatement considérées comme une trahison envers l’empereur Han Xiandi, ce qui amène Sun Ce à rompre tout lien avec lui. De plus, les autres seigneurs de la guerre ont maintenant une raison d’attaquer son régime. À cette époque, Dong Zhuo est mort depuis longtemps et la Cour impériale est passée sous le contrôle de Cao Cao. Ce dernier fait publier des édits destinés à Sun Ce et Lü Bu, pour les inciter à prendre des mesures énergiques contre Yuan Shu.

## La campagne
Dès qu'il apprend qu'Yuan Shu s'est auto-proclamé "Fils du Ciel", Sun Ce envoie des lettres à son oncle Wu Jing, l'administrateur de Guangling, et à son cousin, le général Sun Ben. Ils sont alors au service de Yuan Shu, mais Sun Ce leur demande de rompre toute relations avec celui qu'il considère maintenant comme un usurpateur. Tous deux répondent à son appel et font défection à son profit. En conséquence, Yuan Shu perd Guangling et les territoires conquis par Sun Ce dans le Jiangdong, ce qui réduit considérablement son influence dans le sud de la Chine. Dans le même temps, Lü Bu défait les forces de Yuan Shu au nord de la rivière Huai et pille la région. Pour tenter de redresser la situation, Yuan Shu envoie une armée pour envahir la ville de Chen, mais il est vaincu par une armée Han dirigée par Cao Cao. Après son échec, Yuan Shu se replie au sud de la rivière Huai.
Alors que l'influence de Yuan Shu est réduite à peu de choses, un conflit surgit entre les membres de l’alliance formée contre lui. À la demande de Yuan Shu, Lü Bu attaque Liu Bei, qui reçoit immédiatement le soutien de Cao Cao. Ce conflit conduit à la bataille de Xiapi en 198, qui oppose les forces alliées de Cao Cao et Liu Bei à celles de Lü Bu. La situation tournant au désastre pour lui, Lü Bu se tourne vers Yuan Shu pour lui demander de l’aide, mais Shu ne lui envoie que 1 000 cavaliers en renfort, qui sont vaincus avant même d'arriver à Xiapi. La chute de Lü Bu semblant inévitable, Yuan Shu envoie des messages aux tribus Shanyue et à Zu Lang, le chef d'un groupe de bandits, pour les inciter à attaquer Sun Ce. Ce dernier réussit à vaincre cette alliance de fortune et continue à renforcer son influence dans le Jiangdong.
Yuan Shu est alors au plus mal, car il n'a plus d'argent et son armée est trop faible pour résister à une invasion ou réprimer une rébellion. En conséquence, Shu préfère incendier son palais et s'enfuir vers les collines de Qian, où se cachent deux de ses anciens subordonnés, Lei Bo et Chen Lan. Son plan tourne court quand Bo et Chen refusent de l'aider, ce qui amène Yuan Shu à écrire à Yuan Shao, le chef de son clan, pour lui demander de l'aide en échange du sceau impérial. En guise de réponse, Yuan Shao envoie son fils Yuan Tan, pour escorter Yuan Shu jusqu'à son fief de la Province de Qing. Mis au courant de la situation, Cao Cao envoie Liu Bei et Zhu Ling intercepter Yuan Shu avant qu'il arrive dans la Province de Qing. Traqué, Yuan Shu est forcé de faire demi-tour pour repartir vers le Sud, mais il meurt de maladie avant d'arriver à Shouchun, sa capitale.

## Conséquences
La famille de Yuan Shu se rend auprès de Liu Xun, un ancien subordonné de Shu, dans l'espoir que ce dernier les aide. De leur côté, Hong Yang et Zhang Xun, deux des généraux de Shu, veulent se rendre à Sun Ce. Liu Xun a d'autres plans et capture aussi bien la famille de Yuan Shu que ses généraux, avant de les jeter en prison à Lujiang, sa capitale. En 199, Sun Ce bat Liu Xun, conquiert Lujiang et libère la famille et les généraux de Yuan Shu.